# Geoffrey Bawa
Geoffrey Bawa, född 1919, död 2003, är den mest kända arkitekten från Sri Lanka och var en av de mest inflytelserika arkitekterna i sydöstra Asien under senare delen av 1900-talet. Han var en av de drivande krafterna bakom vad som idag internationellt benämns som tropisk modernism.

## Tidigt liv
Geoffrey Bawa föddes 1919 in i en förmögen ceylonesisk-europeisk familj. Han utbildades på Royal College i Colombo varefter han studerade engelska och juridik vid Cambridge och tog en fil.kand. i engelsk litteratur. Sedan gick han vidare till att studera juridik i London (vid Middle Tempel), där han blev barrister 1944. När han återvände till Ceylon efter andra världskriget började han arbeta för en advokatbyrå i Colombo. Han åkte snart iväg igen och reste i två år, för att nästan bosätta sig i Italien. Det var nu, vid 38 års ålder, han började syssla med arkitektur.

## Byggnader
- Sri Lankas parlament
- Gangaramayatemplet i Colombo
- Universitetet i Matara.